# Чарльз Тейт Ріган
Чарльз Тейт Ріган (*Charles Tate Regan, 1 лютого 1878 — 12 січня 1943) — британський іхтіолог.

## Життєпис
Його батьки були музиками. Народився в Шерборне (Дорсет) у 1878 році. Навчався у школі Дербі, де виявив хист до спорту, музики та природничих наук. 1897 року вступив до коледжу королеви в Кембридзькому університеті. Тут його вчителями з біології були Адам Седжвік і Стенлі Гарденер. 1900 року здобув ступінь бакалавра.
У 1901 році став співробітником Музею природознавства в Лондоні, де працював хранителем відділу зоології. 1907 здобув докторський ступінь. 1910 року перебував у США, де займався систематизацією видів риб. Обраний членом Королівського Товариства в 1917 році.
У 1927 році призначено директором Музею природознавства. На цій посаді перебував до 1938 року. 1928 року обрано членом Американської академії мистецтв і наук. Керував роботою низки молодих вчених. Серед них була Етельвін Тревавас, що далі працювала в музеї природознавства. Помер 1943 року в Лондоні.

## Пам'ять
На честь Рігана названо такі види риб:
- Anadoras regani
- Apistogramma regani
- Apogon regani
- Astroblepus regani
- Callionymus regani
- Cetostoma regani
- Crenicichla regani
- Diaphus regani
- Engyprosopon regani
- Gambusia regani
- Hemipsilichthys regani
- Holohalaelurus regani
- Hoplichthys regani
- Hypostomus regani
- Julidochromis regani
- Lycozoarces regani
- Neosalanx regani
- Salvelinus inframundus
- Symphurus regani
- Trichomycterus regani
- Tylochromis regani
- Vieja regani
- Zebrias regani